# Welcome to Sky Valley
Welcome to Sky Valley è il terzo album dei Kyuss.

## Storia
Dopo il successo avuto con il precedente Blues for the Red Sun, i Kyuss passano dalla piccola casa discografica Dali Records, ad una major, la Elektra Records. Il disco, al pari del precedente, è considerato una pietra miliare dello stoner rock.

## Contenuti
I dieci brani presenti sono divisi in tre suite che mostrano tutta la gamma creativa della band, che spazia dal punk, al metal, alla psichedelia, coinvolgendo altri stili come il blues.
La prima delle tre suite è costituita dai brani Gardenia, Asteroid e Supa Scoopa and Mighty Scoop.
Nella seconda suite trovano posto la granitica 100 Degrees e due canzoni abbastanza atipiche per il suono dei Kyuss, Space Cadet, un blues psichedelico, e Demon Cleaner, brano ripreso varie volte in concerto dal gruppo dei Tool insieme al bassista Scott Reeder.
La terza e ultima suite è formata da Odyssey, Conan Troutman, N.O. e la quasi totalmente strumentale Whitewater.

## Tracce
1. Gardenia - 6:53
2. Asteroid - 4:48 1
3. Supa Scoopa and Mighty Scoop - 6:03
4. 100 Degrees - 2:29
5. Space Cadet - 7:02
6. Demon Cleaner - 5:19
7. Odyssey - 4:19
8. Conan Troutman - 2:11
9. N.O. - 3:47 2
10. Whitewater - 8:58

## Formazione
- John Garcia - voce
- Josh Homme - chitarra, cori
- Scott Reeder - basso
- Brant Bjork - batteria

Altri musicisti
- Peter Moffet - percussioni 1
- Mario Lalli - chitarra 2

## Curiosità
È possibile osservare la location della copertina di quest'album su Google maps. 